# Vuku
Vuku este un sat din comuna Verdal, provincia Nord-Trøndelag, Norvegia, cu o suprafață de 0,33 km² și o populație de 210 locuitori (2009).